# Garganta de Descuernacabras
La garganta de Descuernacabras es una garganta o desfiladero que se encuentra en la provincia de Cáceres, Extremadura. 
Empieza en la sierra de Guadalupe, en la comarca de Los Ibores (término municipal de Deleitosa) y desemboca en el río Tajo, haciendo de frontera natural entre el término municipal de Valdecañas de Tajo e Higuera de Albalat en el Campo Arañuelo. Casi al final de su desembocadura en los términos municipales de Valdecañas de Tajo y de Higuera de Albalat se encuentra una piscina natural.

## Aves
Águilas, Buitres, Garzas y Azores.

## Peces
Barbos, Black bass, Bogas y Carpas.